# Art I Imlech
Art I Imlech lub Art I Imleach („Wyliźnięty [z ran?]”) – legendarny zwierzchni król Irlandii z dynastii Milezjan (linia Emera) w latach 552-540 p.n.e. Syn Elima I Ollfinsnechty, zwierzchniego króla Irlandii. Objął władzę w wyniku zabójstwa poprzednika oraz zabójcy swego ojca, Giallchada. W czasie swego dwunastoletniego panowania zbudował siedem fortów w Irlandii. Został zabity z ręki Nuady Finnfaila, syna arcykróla Giallchada, który objął po nim zwierzchni tron irlandzki. Art pozostawił po sobie syna Bresa Ri, przyszłego mściciela ojca oraz zwierzchniego króla Irlandii.